# 世紀城
世纪城（英語：Century City）是美国加利福尼亚州洛杉矶一个占地176英畝（71公頃）的商业区，人口超过两千。该区是在二十世紀影業的外景地上开发的，第一座建筑于1963年完工。

## 历史
世纪城的土地本来是演员汤姆·米克斯的牧场，后来成为20世纪福克斯的外景地。
1956年，20世纪福克斯总裁斯皮罗斯·斯库拉斯和他的侄子、“世纪城之父”埃德蒙·赫尔舍（Edmond Herrscher）决定在这片土地上开发房地产。
1961年，福克斯公司遭遇了一系列失败，面临巨大财务压力，制片厂将约180英畝（0.73平方）的地皮以当时3亿美元的价格出售给开发商威廉·齐肯多夫和美国铝业公司。
1963年，这里的第一座大厦竣工。

## 人口

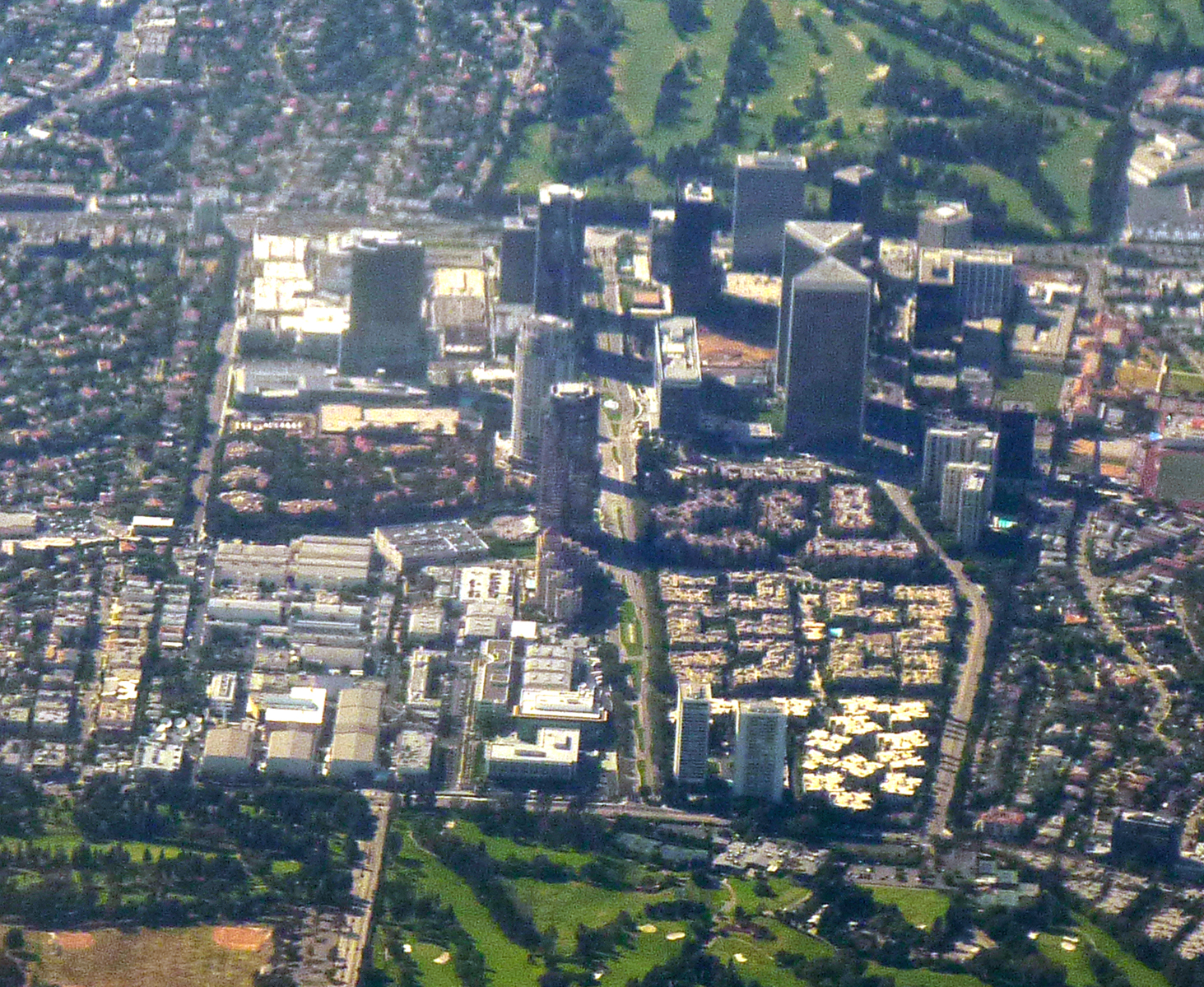
2009年世纪城鸟瞰图，左下角可见二十世紀影業

2017年美国社区调查估计世纪城有2,235名居民，80%以上为白人，拥有1,929间住房，人均收入148,638美元，家庭收入中位数123,889美元。

## 经济

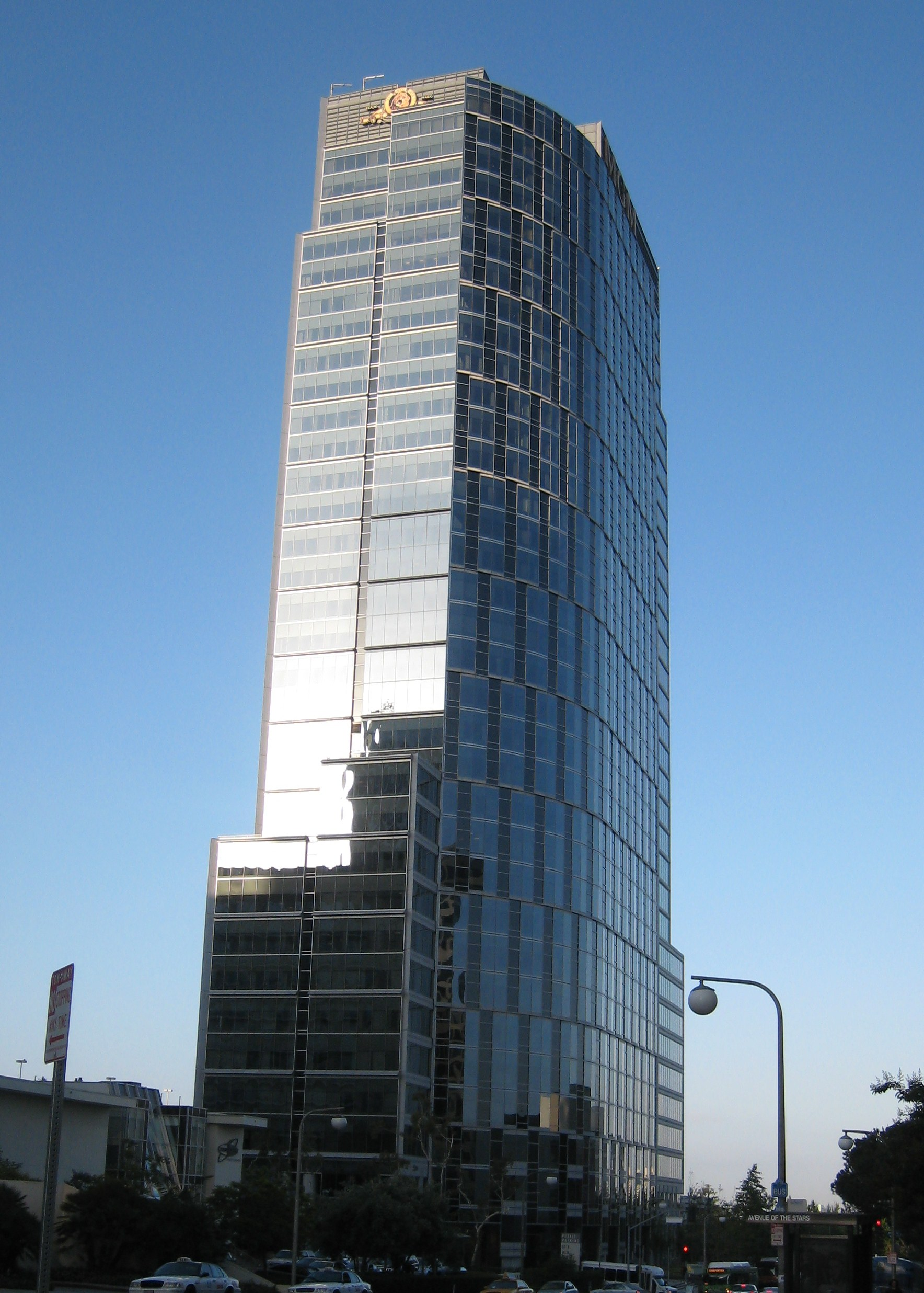
世纪城星座广场

世纪城星座广场内设有华利安诺基、ICM合作伙伴和國際租賃財務公司总部。水晶游轮与约翰·保罗·德约里尔公司的总部也设在世纪城。